# Abraham Bennet
Abraham Bennet (20 dicembre 1749 – 9 maggio 1799) è stato un fisico inglese, autore di numerose osservazioni relative all'elettricità.
Ideò diversi strumenti tra cui un elettroscopio, un elettrometro condensatore e un duplicatore elettrico. Per primo notò l'elettricità di contatto fra i metalli.